# Ariën van Weesenbeek
Ariën van Weesenbeek (Waalwijk, Países Bajos, 17 de mayo de 1980) es un músico neerlandés. Es conocido como el exbaterista de la banda God Dethroned y actualmente de Epica y de MaYan.

## Carrera musical
Ariën comenzó a los tres años a descubrir su atracción a la música tocando muebles con cucharas y tenedores antes de descubrir la batería que tenía su padre. Inspirado por bandas como Cream, decidió tomar clases de batería. Más adelante se unió a la banda Pandaemonium con quienes grabó un par de EP. Estudió en el Conservatorio de Róterdam, donde conoció al también músico Isaac Delahaye. 
El año 2003, van Weesenbeek se une junto a Delahaye a la banda God Dethroned y en el 2007 grabó para el álbum The Divine Conspiracy de Epica, para unírseles oficialmente en diciembre del mismo año, supliendo al baterista de sesión Jeroen Simons. Para álbum Design Your Universe, además de las percusiones, Ariën proporciona guturales. Desde el año 2010 forma parte de la banda MaYan, de forma paralela a Epica.

## Discografía

### Epica
Álbumes de estudio
- Design Your Universe (2009)
- Requiem for the Indifferent (2012)
- The Quantum Enigma (2014)
- The Holographic Principle (2016)
- Omega (2021)

Eps
- The Solace System (2017)
- Epica vs Attack on Titan Songs (2017)

### MaYan
Álbumes de estudio
- Quarterpast (2011)
- Antagonise (2014)
- Dhyana (2018)

EP
- Undercurrent (2018)

### God Dethroned
Álbumes de estudio
- Into the Lungs of Hell (2003)
- The Lair of the White Worm (2004)
- The Toxic Touch (2006)

### Pandaemonium
EP
- Beyond the Powers of Death (1999)
- Suffering is Essential (2001)